# خودمحوری
ساده‌ترین تعریف خودمحوری (به انگلیسی: Egocentrism) عدم توانایی در تمایز بین خود و دیگری است. به‌طور خاص، این نارسایی منجر به عدم تشخیص فرد در ارتباط بین واقعیت‌های عینی و پیش فرض‌های ذهنی می‌شود
اگر چه خودمحوری و خودشیفتگی به نظر می‌رسد مشابه هم اند ولی با هم متفاوت اند. فرد خود محور چون فردخود شیفته خود را در مرکز توجه‌ها قرار می‌دهد یا چنین انتظاری دارد ولی برخلاف فرد خودشیفته به تحسین دیگران نیازی ندارد. در مورد خودشیفتگان منشأ احساس بسیار متأثر از تأیید دیگران است ولی در مورد خودمحورها ممکن است تأثیرات اطرافیان مؤثر باشد یا هیچ اثری نداشته باشد.
اگرچه رفتارهای خودمدارانه در بزرگسالی کمتر به چشم می‌آید ولی وجود موارد مختلفی از اشکال خودمحوری در بزرگسالی نشان می‌دهد که فرد نتواند در تمام طول عمر نیز آن را تحت کنترل خود درآورد. البته به‌طور کلی بزرگسالان کمتر از کودکان خودمحور اند زیرا این امکان را دارند که با بازخورد جمعی نسبت به تصحیح رفتار خود اقدام کنند؛ چیزی که در مورد کودکان وقوع آن کمتر متصور است.
خودمحوری مختص بازه سنی خاصی نیست و آن را در تمام گروه‌های سنی می‌توان یافت مانند در دوران نوزادی، اوایل کودکی، نوجوانی و بزرگسالی.

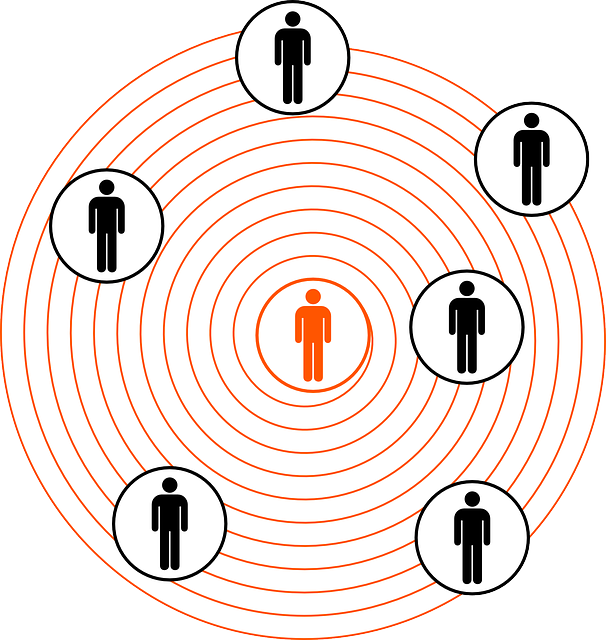
نموداری نمایانگر خودمحوری

خودمحوری، خودمیان بینی یا اگوسنتریسم در روان‌شناسی رشد به‌صورت زیر تعریف می‌شود:
- تمایز ناکافی بین خود و جهان (شامل دیگران)
- گرایش به درک، فهم و تفسیر جهان برمبنای خود

## خودمحوری (خودمیان بینی) در نظریه رشد شناختی ژان پیاژه
از دیدگاه ژان پیاژه خودمیان بینی (خودمحوری) حالت روانی بهنجاری است که در آن نبود تمایز میان واقعیت شخصی (واقعیت از دیدگاه و در ذهن شخص) و واقعیت عینی قابل مشاهده می‌باشد. به بیان دیگر خودمیان بینی به مفهوم ناتوانی در درک نظرهای دیگران و نبود احساس نیاز به جستجوی دیدگاه‌ها و واقعیت‌های موجود موافق و مخالف برای تأیید نظر خود است. در نظام پیاژه هر دوره با خودمیان بین ویژه خود شروع شده و با تمرکززدایی پایان می‌یابد. در مرحله عملیات عینی نیز کودک خودمیان بین (به ویژه در مرحله پیش عملیاتی) خود را در مرکز جهان می‌بیند. این ویژگی که در ۲ سالگی (آغاز مرحله پیش عملیاتی) در اوج خود می‌باشد در شرایط طبیعی و بهنجار در حدود ۱۱ سالگی (پایان مرحله عملیات عینی) به پایین‌ترین سطح می‌رسد و البته جای خود را به شکلی دیگر که ویژه دوره عملیات صوری است می‌دهد.

## خودمحوری در رشد شناختی نو جوانان
به گفته دوروزنرول، ۱۹۷۸؛ هادسن و گری، ۱۹۸۶، تفکر عملیات صوری سبب پدیداری نوع جدیدی از خودمحوری می‌شود. ظرفیت اندیشیدن به افکار خود سبب می‌شود که آگاهی نوجوانان از خود بیشتر شود و در نتیجه آنها خودمحور، خودآگاه و درون نگر می‌شوند. نوجوانان چنان به خود مشغول می‌شوند که تصور می‌کنند دیگران نیز به اندازه آنها دربارهٔ ظاهر و رفتارشان وسواس دارند. از دیدگاه الکایند، ۱۹۶۷، همین باور مشغولیت ذهنی دیگران با ظاهر و رفتار نوجوان است که خودمحوری او را تشکیل می‌دهد.
نوجوانان در بخش اعظم اوقات تصور می‌کنند که روی صحنه هستند، در نتیجه بیشتر انرژی آنان صرف واکنش به شنوده‌ای تصوری می‌شود. به همین دلیل است که نوجوانان به شدت خوداگاه می‌شوند.